# Tirabec

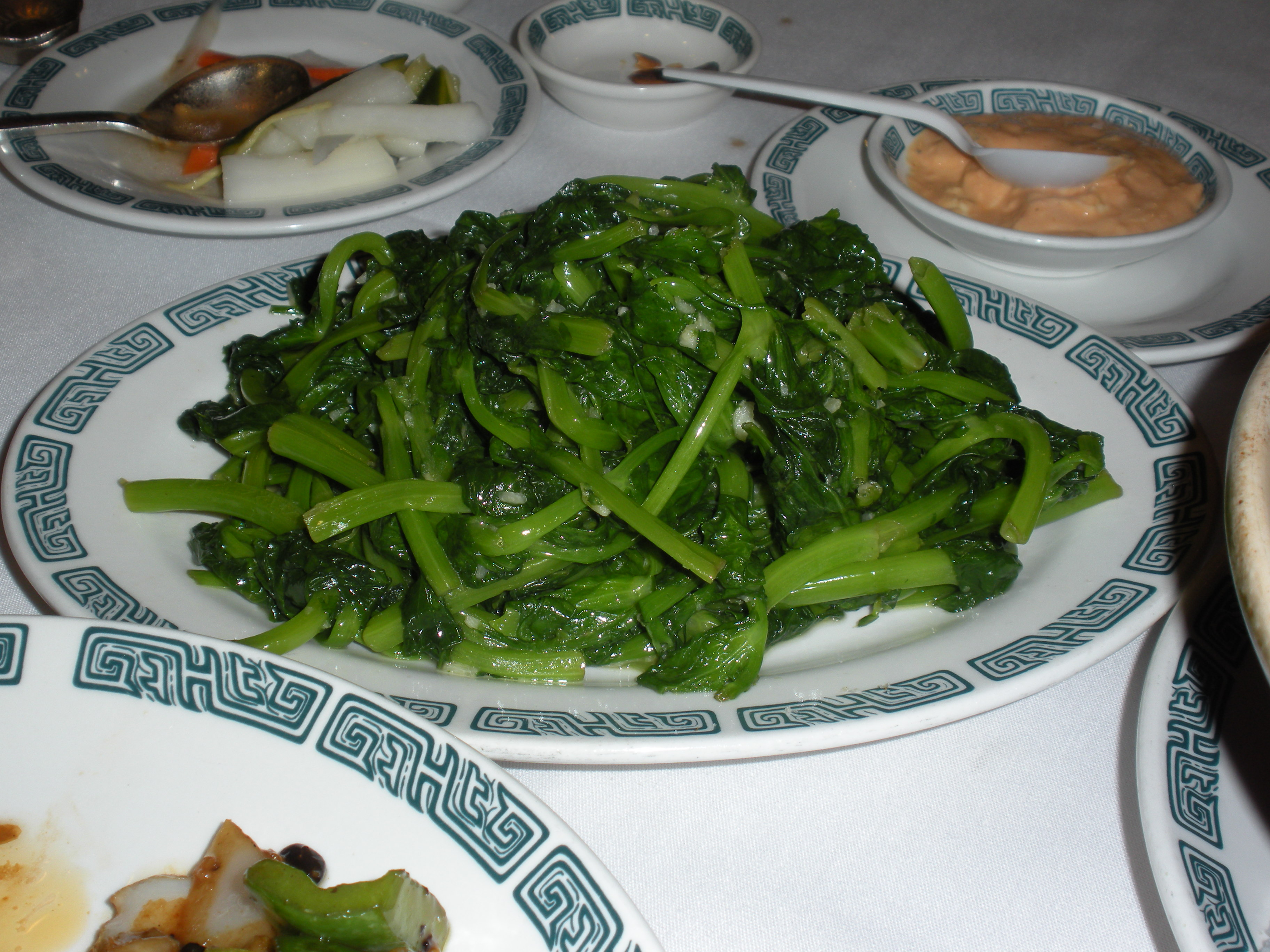
Brots de tirabecs saltejats, plat popular xinès

El tirabec, estirabec, o pèsol caputxí, pèsol mollar o pèsol fi (Pisum sativum var. saccharatum) és una varietat botànica de pèsol caracteritzada pel fet que es menja tota la tavella, quan encara és immadura, i a la Xina també els brots tendres de la planta. En anglès es diuen Snow pea i Snap pea (la varietat amb la tavella arrodonida) i en francès (les dues varietats indistintament): mangetout i pois gourmand i en espanyol guisante mollar.
A Catalunya, el País Valencià i Aragó són una verdura molt coneguda i apreciada tot i que ha entrat en certa decadència al llarg del temps. Es poden cuinar de diverses maneres, en sopes, bullits, fregits, etc. i a la zona de Castelló es posa a la paella.
Es cultiven sembrant-los de la tardor a l'hivern i es cullen des de final d'hivern a principi de primavera. El nom anglès de Snow pea (Pèsol de neu) es refereix al fet que els tirabecs es comencen a collir en una època de l'any on encara pot nevar. La planta jove resisteix glaçades de -4 °C aproximadament. Hi ha varietats d'emparrar.

## Noms dialectals
Per als noms a les Balears, vegeu Els noms mallorquins de Pisum sativum i Pisum sativum ssp. arvense i l'etimologia d’estrigassó.